# جانينا ديفيد
جانينا ديفيد (بالبولندية: Janina David)‏ هي مؤلفة وكاتِبة بولندية، ولدت في 19 مارس 1930 في وارسو في بولندا.

## وصلات خارجية
- جانينا ديفيد على موقع IMDb (الإنجليزية)
- جانينا ديفيد على موقع مونزينجر (الألمانية)